# Hereditary Genius
Hereditary Genius: An Inquiry Into Its Laws and Consequences (Genialidade Hereditária: Uma Investigação sobre suas Leis e Consequências) é um livro de Francis Galton sobre a herança genética da inteligência. Foi publicado pela primeira vez em 1869 pela Macmillan Publishers. A primeira edição americana foi publicada pela D. Appleton & Company em 1870. Foi a primeira grande obra de Galton escrita de uma perspectiva hereditarista. Posteriormente foi referido como "o primeiro estudo sério da herança da inteligência" e como "o início do interesse científico no tópico da genialidade".
No livro, Galton afirmou que os filhos de homens que ele considerava "eminentes" em determinada profissão tinham maior probabilidade de alcançar tal eminência eles mesmos do que se não fossem estreitamente relacionados a indivíduos eminentes. Ele interpretou esse padrão como evidência para a transmissão genética da inteligência humana, sem considerar o ambiente. Nicholas W. Gillham afirmou "Ele (Galton) dispensou a objeção óbvia de que um pai eminente tinha maior probabilidade de encontrar uma posição adequada para seu filho do que um menos afortunado. Ou seja, o ambiente também poderia ser importante".
As teorias controversas de Galton sobre inteligência foram influentes, moldando a perspectiva de numerosos pesquisadores.

## Recepção contemporânea
Alfred Russel Wallace escreveu uma resenha favorável de Hereditary Genius na Nature, concluindo que o livro "...será considerado como uma adição importante e valiosa à ciência da natureza humana." Em geral, os cientistas contemporâneos da Inglaterra vitoriana resenharam o livro favoravelmente, mas a recepção entre leitores vitorianos não-científicos foi mais variada: comentaristas religiosos foram muito mais críticos do livro do que aqueles de formação nem científica nem religiosa. Escrevendo no the Journal of Anthropology, George Harris escreveu: "Agradecemos ao Sr. Galton por liderar o caminho. Analisamos livremente suas opiniões; e, frequentemente como diferimos dele, devemos novamente afirmar nossa crença sobre o valor de seus esforços, e a maneira franca com que conduziu suas investigações". Charles Darwin, primo de Galton, elogiou o livro, escrevendo em uma carta ao seu primo:
Li apenas 50 páginas do seu livro (até Juízes), mas preciso me expressar, senão algo dará errado com meu interior. Não acho que jamais em toda a minha vida li algo mais interessante e original—e como você expõe bem e claramente cada ponto!